# 冰冻九号
《冰冻九号》是一款在Game Boy Advance平台发布的第一人称射击游戏。这也是该平台上最后的第一人称射击游戏之一。它本来是计划与电影《C.I.A.追緝令》搭售。然而，这个计划失败了，但是游戏的情节并没有改变。还有一个计划中的PlayStation 2版本，但它在开发的某个阶段被取消了。

## 情节
《冰冻九号》的情节与电影《C.I.A.追緝令》类似。玩家控制的新兵汤姆·卡特的任务是阻止一个窃取邪恶的计算机病毒“冰-9”的阴谋。在游戏过程中，卡特揭露了一个中央情报局内部的阴谋。

## 反应
《冰冻九号》得到的评价不温不火。它因其高于平均水平的图形和音乐而受到称赞，但是与较早的射击游戏（如《爆裂特工》）相比，它的关卡设计则饱受诟病。目前在GameRankings的整体评价为44%好评。